# 易酷奥科技
易酷奥科技有限公司（eico design）是一家位于中国北京市的用户体验设计公司，成立于2004年，公司口号为“Visualize your mind”。其主要业务为提供软件、移动设备及其它终端的用户界面（即人机交互及图形用户界面）设计。

## 主要作品
eico design目前公布的设计作品以软件及移动设备为主，在中国大陆地区较为知名的用户界面设计产品为魅族M8手机，其它在中国大陆地区较有影响力的用户界面设计产品包括：
- Google音乐搜索
- Google拼音输入法
- easyMule
- 搜狗输入法
- 搜狗浏览器

## 主要客户
eico design目前参与设计的产品仍以中国大陆地区为主要市场，其合作伙伴也多为国内知名公司或国际知名公司的中国地区分公司，如：
- Google
- 联想
- 新浪
- 魅族
- 华为
- 搜狐
- HTC
- 金山